# Carolina Jaume
Carolina Milena Jaume Saporiti (Guayaquil, 18 de octubre de 1981) es una actriz y presentadora de televisión ecuatoriana.

## Biografía
Nació en la ciudad de Guayaquil. Es hija del puertorriqueño Rafael Jaume y la ecuatoriana Diana Saporiti, exproductora de televisión.
Comenzó muy pequeña en la televisión, grabando comerciales. Luego participó en la miniserie Los Sangurimas, pero en la adolescencia se alejó de la pantalla hasta los 19 años, cuando participó en el concurso Reina de Guayaquil del año 2004, en el que fue designada "Estrella de octubre".
Incursionó en la actuación en el año 2006, con la telenovela Amores que matan, producción de Ecuavisa, así como en la serie De 9 a 6, donde trabajó con Xavier Pimentel.
En 2008, protagonizó la telenovela El Secreto de Toño Palomino junto a Martín Calle. Al año siguiente participó en la comedia La Panadería y en la telenovela El exitoso Lcdo. Cardoso, dejando inconclusa su participación tras renunciar a Ecuavisa. Para mediados del mismo año se integró a Canal UNO, como presentadora del espacio Las tardes son de Carolina. En el 2011, renunció a ese canal y se integró a Gama TV para formar parte del programa Puro Teatro junto a Pamela Palacios, Mao House, Ricardo González y nuevamente junto a Martín Calle. También condujo el espacio matinal Dueños del medio día junto a Angello Barahona, Gino Molinari, Jennifer Pazmiño, entre otros.
En 2012, regresó a Canal UNO y formó parte de programas como Faranduleros S.A., Amigos íntimos, Baila la noche y BLN: la competencia.
A mediados de 2015, abandonó definitivamente Canal UNO. En el mismo año participó en la puesta en escena Mujer que se respeta junto a Claudia Camposano y Marcela Ruete.
En 2016, regresó a Ecuavisa como jurado de la quinta temporada de Ecuador Tiene Talento. Además, en el mismo año participó en la telenovela La Trinity. En 2017, protagonizó la serie Porque soy tu madre, una producción de Claro Video en la que participó junto a Claudia Camposano y Úrsula Strenge.
En 2017, fue parte de TC Televisión, siendo parte de las producciones Cuatro Cuartos y Maleteados como antagonista. En 2019, protagonizó la telenovela Calle amores junto a Dora West y Christian Maquilón. Su último proyecto actoral en dicha televisora fue Antuca me enamora en 2020, donde interpretó a Sisi.
En septiembre de 2020, la actriz anunció su regreso a TC Televisión como jurado del reality "¿Quién está detrás?" del programa De casa en casa, también como conductora del programa EnfiésTC. Al año siguiente se unió a la quinta temporada del programa Soy el mejor, como conductora junto a Ronald Farina.
El 25 de febrero de 2022, fue despedida de TC Televisión por recortes presupuestarios, debido a la pandemia por COVID-19. Tras su salida de TC Televisión, el 2 de marzo de 2022, anunció su regreso a Ecuavisa como presentadora de manera temporal en el programa En contacto, además de ser parte de las nuevas producciones dramáticas del canal.
Participó en el programa concurso El Poder del Amor, representando a Ecuador. El 26 de agosto de 2022, Ecuavisa comunicó su desvinculación del canal debido a los múltiples escándalos de su vida, la cual ha estado marcada por los escándalos en los últimos meses a raíz de sus divorcio.
En el mismo año debuta en el cine, formando parte del elenco de la película Amor en tiempos de likes, junto a Erika Vélez, Diego Spotorno, Shany Nadan, Jorge Ulloa, Danilo Carrera, Carlos Scavone, Eduardo Maruri, Gigi Mieles, Carolina Pérez Flor, Diego Ulloa, Carla Yépez y Prisca Bustamante.

## Vida personal
Durante las grabaciones de la serie De 9 a 6 mantuvo una relación sentimental con el actor Xavier Pimentel, con quien se casó en el 2007 y procreó a su hija Rafaella Pimentel Jaume. Se divorciaron un año después.
En 2015 contrae matrimonio con el empresario Allan Zenck, con quien tuvo a su segundo hijo Alonso Zenck Jaume. El 7 de julio de 2021, se divorciaron.

## Controversias

### Caso de asociación ilícita para venta de medicamentos
El 3 de junio de 2020, la Fiscalía allanó las instalaciones del gimnasio de su cuñado en la ciudad de Guayaquil, encontrando un total de 50000 mascarillas N95 y 900 unidades de gel antibacterial, que fueron decomisados por no contar con los permisos sanitarios requeridos.
El 13 de julio de 2020, fue llamada a dar su declaración en la Fiscalía del Ecuador, debido a su posible relación con las investigaciones por presuntos casos de corrupción por sobreprecios en contratos de varios hospitales público. Jaume no estaba involucrada en el crimen.

## Filmografía

### Series y Telenovelas
| Año       | Título                      | Personaje                         |
| --------- | --------------------------- | --------------------------------- |
| 2020      | Antuca me enamora           | Sixta Antonia "Sisi" Mena Mora #1 |
| 2019      | Calle amores                | Ab. Ángela Fernández "Angelita"   |
| 2018      | Maleteados                  | Pamela Fajardo                    |
| 2017-2018 | Cuatro Cuartos              | Rebeca Bustos de Santiestevan     |
| 2017      | Porque soy tu madre         | Diana                             |
| 2016      | La Trinity                  | Bárbara Monte "La viuda negra"    |
| 2011-2012 | Puro Teatro                 | Varios personajes                 |
| 2009      | El exitoso Lcdo. Cardoso    | Amanda Machiavello #1             |
| 2009      | La Panadería                | Varios personajes                 |
| 2008-2009 | El Secreto de Toño Palomino | Angélica Jiménez de Izurieta      |
| 2007      | De 9 a 6                    | Protagonista                      |
| 2006      | Amores que matan            | Cristina Hinojosa                 |
| 1993      | Los Sangurimas              | Miniserie, participa como actriz  |

### Programas
| Año       | Programa                             | Rol                                  |
| --------- | ------------------------------------ | ------------------------------------ |
| 2022      | El Poder del Amor                    | Participante                         |
| 2022      | En contacto                          | Conductora                           |
| 2021-2022 | Soy el mejor                         | Conductora                           |
| 2020      | EnfiésTC                             | Conductora                           |
| 2020      | De casa en casa                      | Jurado (reality ¿Quién está detrás?) |
| 2016      | Ecuador Tiene Talento                | Jurado                               |
| 2015      | Amigos íntimos                       | Conductora                           |
| 2013-2015 | Baila la noche / BLN, la competencia | Conductora                           |
| 2012-2013 | Faranduleros S.A.                    | Conductora                           |
| 2011-2012 | Dueños del mediodía                  | Conductora                           |
| 2009-2011 | Las tardes son de Carolina           | Conductora                           |
| 2010      | Eureka                               | Conductora                           |
| 2004      | Vamos Con Todo                       | Reportera                            |

### Teatro
| Año  | Nombre               |
| ---- | -------------------- |
| 2016 | Broadway Superstar   |
| 2016 | Las Brujas de Salem  |
| 2016 | Mujeres Desesperadas |
| 2015 | Mujer que se respeta |

### Cine
| Año  | Película                 |
| ---- | ------------------------ |
| 2022 | Amor en tiempos de likes |

## Premios y nominaciones

### Premios ITV
| Año  | Categoría                    | Producción                  | Resultados |
| ---- | ---------------------------- | --------------------------- | ---------- |
| 2019 | Mejor actriz dramática       | Calle amores                | Nominada   |
| 2014 | Mejor animadora de concursos | BLN La Competencia          | Nominada   |
| 2013 | Mejor animadora de concursos | Baila la noche              | Nominada   |
| 2012 | Mejor actriz de comedia      | Puro Teatro                 | Nominada   |
| 2011 | Mejor actriz de comedia      | Puro Teatro                 | Nominada   |
| 2010 | Mejor animadora de concursos | Eureka                      | Nominada   |
| 2009 | Mejor actriz dramática       | El exitoso Lcdo. Cardoso    | Nominada   |
| 2008 | Mejor actriz dramática       | El secreto de Toño Palomino | Ganadora   |
| 2006 | Mejor actriz dramática       | Amores que matan            | Nominada   |